# Лансдејл (Пенсилванија)
Лансдејл (енгл. Lansdale) град је у америчкој савезној држави Пенсилванија.

## Демографија
По попису из 2010. године број становника је 16.269, што је 198 (1,2%) становника више него 2000. године.
| Група             | 2000.          | 2010.          |
| Белци             | 13.433 (83,6%) | 11.974 (73,6%) |
| Афроамериканци    | 634 (3,9%)     | 953 (5,9%)     |
| Азијати           | 1.282 (8,0%)   | 2.158 (13,3%)  |
| Хиспаноамериканци | 466 (2,9%)     | 806 (5,0%)     |
| Укупно            | 16.071         | 16.269         |